# RS-242
Pour les articles homonymes, voir Route 242.
La RS-242 est une route locale de l'État du Rio Grande do Sul, située dans la mésorégion métropolitaine de Porto Alegre. Elle relie la municipalité de Santo Antônio da Patrulha à celle de Taquara, la RS-474 à la RS-020. Elle est longue de 30,910 km.